# Девід Діккі
Девід Алан Діккі (англ. David Alan Dickey; нар. 22 грудня 1945) — американський економіст, співавтор тесту Діккі-Фуллера.

## Біографія
Девід народився 22 грудня 1945 року.
Освіту здобув в Університеті Маямі (Огайо), де здобув ступінь бакалавра (BA) з математики в 1967 році і ступінь магістра (MS) з математики в 1969 році. В 1976 році здобув ступінь доктора з філософії (Ph.D.) на факультеті статистики Університету штату Айова.
Свою викладацьку діяльність розпочав на посаді викладача математики Університету Маямі (Огайо) в 1968—1969 роках, потім був викладачем Коледжу Вільгельма і Марії у Вірджинії в 1969—1971 роках, викладачем Коледжу Рендольфа Мейкон в 1971—1972 роках.
На кінець 2010-х є професором факультету статистики з 1976 року Університету штату Північна Кароліна, професором Інституту передової аналітики Університету штату Північна Кароліна з 2007 року .
Був співробітником відділу досліджень операцій матеріально-технічного забезпечення ВПС влітку 1968, член почесних товариств:
- Фі-Каппа-Фі[en],
- Сигма-Сі[en],
- Му Сигма-Ро[en],
- ПіМу Епсілон[en] (математика ),
- Каппа Фі Каппа[en] (освіта),
- Пхі Му Альфа[en] (музика)

## Нагороди та визнання
- 1976: Премія Снедекор[en] як «видатний аспірант за статистикою Університету штату Айова»;
- 2020: Clarivate Citation Laureates.